# نورالله امیری
نورالله امیری (انگلیسی: Norlla Amiri؛ زادهٔ ۲۳ اوت ۱۹۹۱) بازیکن فوتبال اهل افغانستان است و در  تیم ملی فوتبال افغانستان بازی کرده است.